# 16459 Barth
16459 Barth è un asteroide della fascia principale. Scoperto nel 1989, presenta un'orbita caratterizzata da un semiasse maggiore pari a 2,4145869 UA e da un'eccentricità di 0,2157452, inclinata di 2,69266° rispetto all'eclittica.